# Hi-Standard
Hi-Standard, stylisé Hi-STANDARD, est un groupe japonais de punk rock. Il est formé en 1991 par le bassiste et chanteur principal Akihiro Nanba, le guitariste et chanteur Ken Yokoyama, et le batteur Akira Tsuneoka. La sortie de l'album Making the Road donne lieu à des concerts à guichets fermés au Japon et à des tournées aux États-Unis et en Europe avec des groupes punk tels que NOFX, No Use for a Name et Wizo. Bien que les membres de Hi-Standard soient japonais, tous leurs principaux albums sont chantés en anglais. Tsuneoka décède en février 2023, Nanba et Yokoyama continuant à former le groupe à deux.

## Histoire
Formé en août 1991 en tant que groupe de quatre musiciens, la formation initiale de Hi-Standard comprenait le chanteur Atsuhiko Matsumoto. Cependant, peu après l'enregistrement de leur première démo en 1992, Matsumoto quitte le groupe, et le bassiste Akihiro Nanba prend les fonctions vocales, solidifiant la formation de Hi-Standard en tant que power trio. En 1994, le groupe sort son premier mini-album Last of Sunny Day. Trois mois plus tard, ils sortent un vinyle intitulé In the Brightly Moonlight, et se lancent dans de nombreuses tournées à travers le Japon au milieu des années 1990.
L'année suivante, en 1995, ils signent chez Toy's Factory et sortent leur premier album Growing Up. Peu après, ils accompagnent les groupes américains Green Day et Rancid lors de leurs tournées au Japon. L'album est ensuite publié en Amérique du Nord par Fat Wreck Chords en 1996. En 1997, leur deuxième album complet, Angry Fist, sort et se vend à 500 000 exemplaires dans le monde entier. En 1998, Hi-Standard, rejoint par le groupe américain NOFX, s'embarque pour une tournée aux États-Unis et au Canada. Au cours des mois suivants, ils participent au Warped Tour 1998, sont la tête d'affiche du Air Jam 98 devant 30 000 personnes et rejoignent NOFX pour une tournée européenne.
Surfant sur la vague du succès de leurs précédents albums et de leurs tournées, ils sortent leur troisième album, Making the Road, en 1999, qui se vend à plus d'un million d'exemplaires. Il se vend à plus d'un million d'exemplaires.
Après avoir enregistré cinq albums Hi-Standard, le groupe se met en pause en août 2000, peu après avoir joué au Air Jam 2000. Le guitariste Ken Yokoyama commence à travailler sur d'autres projets, y compris un travail solo dans une veine similaire à Hi-Standard, ainsi que l'exploration d'un style punk hardcore plus traditionnel avec BBQ Chickens, dirigé par un ami de longue date et artiste, Daisuke Hongolian, quia fourni l'illustration pour certains des premiers albums de Hi-Standard. Yokoyama a revisité le label d'origine du groupe, Pizza of Death Records, qui a depuis signé de nombreux groupes de punk et de rock alternatif. Le nouveau projet du bassiste Akihiro Nanba est Ultra Brain. Selon CDJapan, Nanba proclame leur premier album, Neo Punk, comme la naissance du néo-punk. Akira Tsuneoka a joué de la batterie pour le groupe Cubismo Grafico Five.
En 2011, Hi-Standard annonce sa reformation. Le groupe joue au Air Jam 2011 et au Air Jam 2012, et devient la tête d'affiche de l'édition japonaise du 25e anniversaire de Fat Wreck Chords à Tokyo en novembre 2015. Le single Another Starting Line sort le 5 octobre 2016 sans campagne de relations publiques préalable, et disponible exclusivement dans les magasins. En 2017, ils sortent The Gift, leur premier album depuis plus de 15 ans. Akira Tsuneoka meurt subitement le 14 février 2023, à l'âge de 51 ans. Plus tard dans le mois, Nanba et Yokoyama annoncent qu'ils continueront le groupe. Le 19 avril 2023, Hi-Standard sort le single numérique I'm a Rat, sur lequel figure Tsuneoka.

## Discographie

### Albums studio
- 1994 : Last of Sunny Day (Pizza of Death)
- 1996 : Growing Up (Toy's Factory, Fat Wreck Chords)
- 1997 : Angry Fist (Toy's Factory, Fat Wreck Chords)
- 1999 : Making the Road (Pizza of Death, Fat Wreck Chords)
- 2017 : The Gift (Pizza of Death)

### Singles
- 1994 : In the Brightly Moonlight (Snuffy Smile)
- 1996 : California Dreamin' (Fat Wreck Chords)
- 1996 : The Kids Are Alright (Toy's Factory)
- 1997 : I Don't Need Trouble Because of... Money (Pizza of Death)
- 1997 : Weihnachten Stinkt! (Hulk Räckorz ; split avec Wizo)
- 1997 : Happy Xmas (Pizza of Death)
- 2000 : Love Is a Battlefield (Pizza of Death)
- 2016 : Another Starting Line (Pizza of Death)
- 2016 : Vintage and New, Gift Shits (Pizza of Death)
- 2023 : I'm a Rat (Pizza of Death)